# Крабова клішня
1. Подвійне шпринтове (Мадагаскар,Шрі-Ланка)
2. Звичайне шпринтове (Філіппіни)
3. Океанійське шпринтове (Таїті)
4. Океанійське шпринтове (Маркізькі острови)
5. Океанійське шпринтове (Філіппіни)
6. Шпринтове з журавлем (Маршаллові острови)
7. Прямокутне люгерне з гіком (Молуккські острови)
8. Квідратне люгерне з гіком (Сіамська затока)
9. Трапецієподібне люгерне з гіком (В'єтнам)

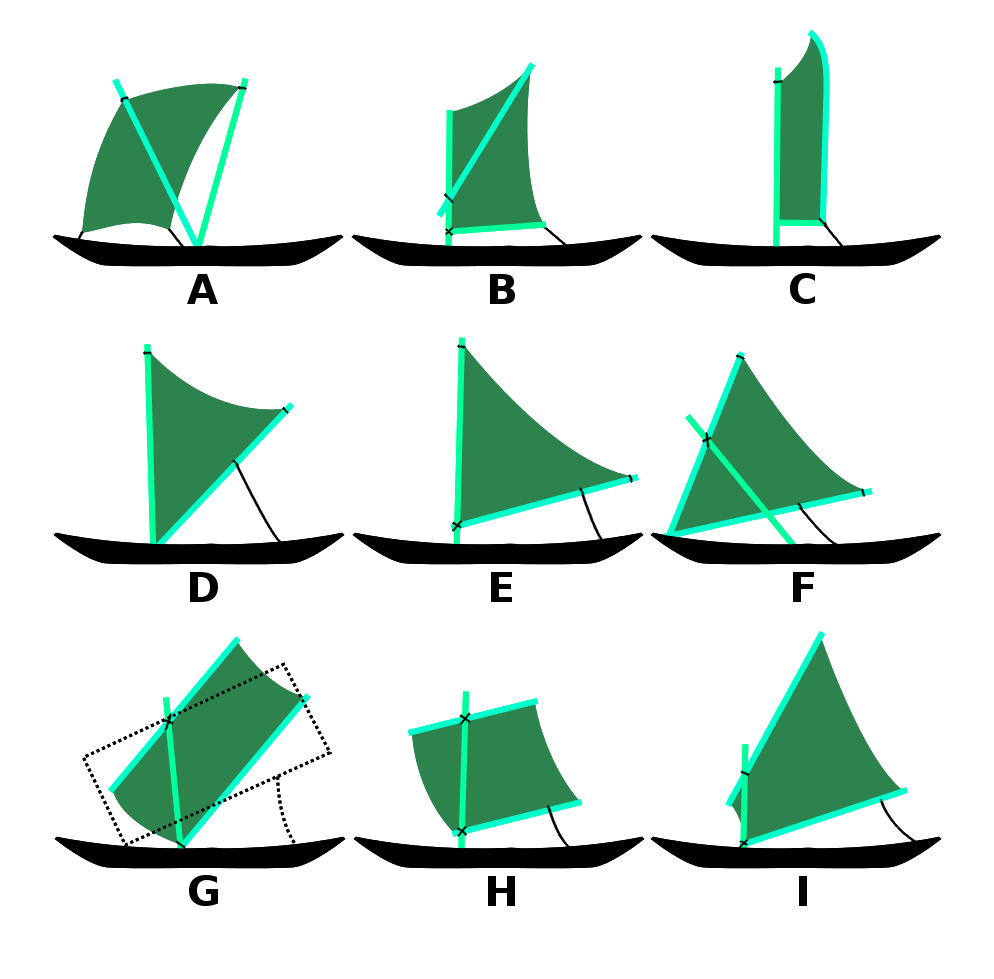
Традиційні австронезійські узагальнені типи вітрил. C, D, E та F належать до типу «крабова клішня».

Крабова клішня, клішня краба, іноді також океанійське латинське, океанійське шпринтове — трикутне косе вітрило з рейками вздовж верхньої і нижньої шкаторин. Використовується багатьма традиційними австронезійськими культурами, зокрема, на таких суднах, як парао, проа, лакана і тепукеї.

## Історія
Австронезійці традиційно виготовляли свої вітрила, включаючи крабову клішню, з тканих мат з пружного і стійкого до солоної води листя пандану. Завдяки цим вітрилам австронезійці вирушали в далекі плавання, які в деяких випадках виявлялися подорожами в один кінець: припускають, що саме відсутність пандану на островах Рапа-Нуї та Аотеароа привела до ізольованості рапануйських і новозеландських поселенців від решти Полінезії.
Існує кілька суперечливих версій виникнення трикутної форми вітрила. Згідно з першою, це пояснюється контактами між арабами і австронезійцями в басейні Індійського океану, які могли справити вплив на розвиток, як арабського трикутного вітрила, так і південно-східноазійського прямокутного вітрила танджа. Інша версія приписує винахід вітрила танджа носіям малайсько-полінезійських мов, а воно, в свою чергу, справило вплив на розвиток арабського вітрила і полінезійської крабової клішні. Згідно з третьою, крабова клішня розвинулася з європейського латинського вітрила, впровадженого в південно-східній Азії португальцями, тоді зародження такого вітрила сталося не раніше кінця XV століття, коли Васко да Гама прибув до Індії:257f.

## Будова
Конструкція вітрила крабова клішня пристосована для протидії поривам вітру. Воно має форму рівнобедреного трикутника, рівні сторони якого зазвичай довші третьої, до цих довгих сторін кріпляться рейки.
Рейки можуть бути вигнутими, що надає вітрилу по нижній і верхній шкаторинах опуклу форму, у той час як бічна шкаторина увігнута. Саме ці особливості надають вітрилу його характерну форму клішні краба. Сучасні зразки в цілому мають пряміші рейки і менш увігнуту бічну шкаторину, що забезпечує більшу вітрильну площу при тій же довжині рейків. Рейки можуть звужуватися в напрямку бічної шкаторини.
Вітрило, як правило, розширюється догори, уловлюючи потік вітру, сильніший і більш постійний на висоті. Це посилює кренувальний момент: вітрило має тенденцію перевернути судно. З огляду на це крабова клішня зазвичай використовується на багатокорпусних суднах, що сильніше опираються перекиданню.
Крабова клішня може зсуватися у той чи інший бік: коли судну необхідно йти кормою вперед, щогла з вітрилом розвертається. Саме з цієї причини аутригер (і фордуни) залишається на навітряній стороні.
Взяття рифів на крабовій клішні здійснюється зближенням рейків, що збільшує опуклість вітрила, але тим самим зменшує його площу. Для того, щоб вітрило залишалося зарифованим, його не прибирають.

Проа: одна щогла з крабовою клішнею
Крабова клішня тепукеї
Крабова клішня, схожа на таку в проа
Новогвінейська крабова клішня
Крабова клішня, у якої верхній рейок об'єднаний зі щоглою
- Розворот щогли

### Крабова клішня проа
У проа переднє перехрестя рейків розташовується ближче до носа. Вітрило підтримується короткою щоглою, до якої своєю серединою прикріплений верхній рейок, а передній кут вітрила кріпиться до корпусу. Нижній рейок кріпиться тільки до верхнього рейка спереду, але не до щогли. Навітряний і підвітряний борти не можуть мінятися місцями, тому для зміни галса проа мусить іти кормою вперед. Для цього розвертають щоглу: передній кут вітрила, де перехрещуються рейки, відв'язується від носа і переноситься на корму. Одночасно з цим травлять шкот, прикріплений до нижнього рейка, і тягнучи за нього, розвертають щоглу з вітрилом. Після розвороту перехрестя рейків закріпляють на кормі, яка стає тепер носом судна.

### Крабова клішня тепукеї

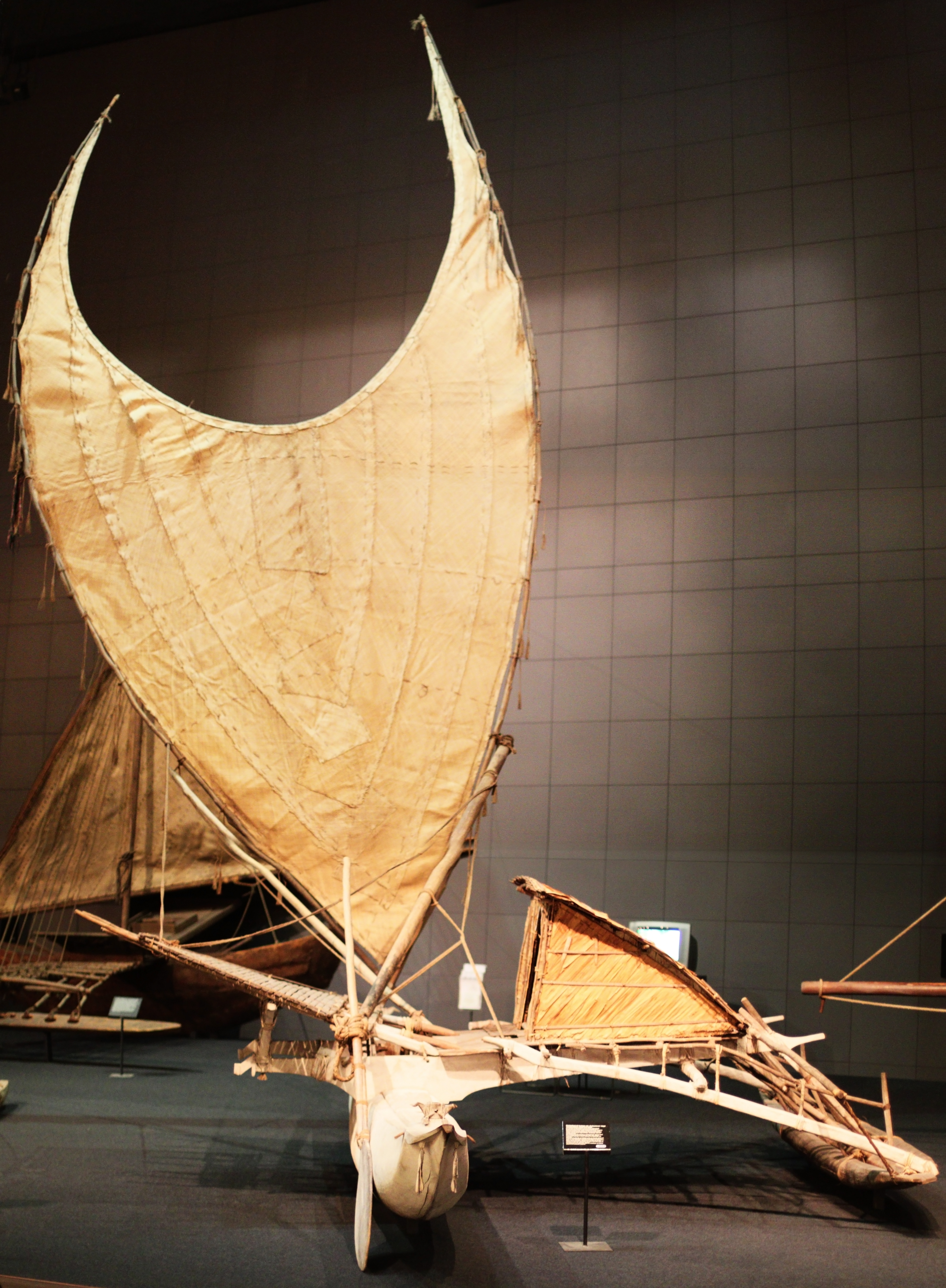
Тепукеї Maunga Nefe з крабовою клішнею

У тепукеї вітрило крабова клішня кріпиться місцем перехрещення рейків на носі, але замість щогли використовуються дві підпорки-кронштейни по бортах. Як і на проа, вітрило при зміні галса переноситься на корму.

### Крабова клішня на нерухомій щоглі

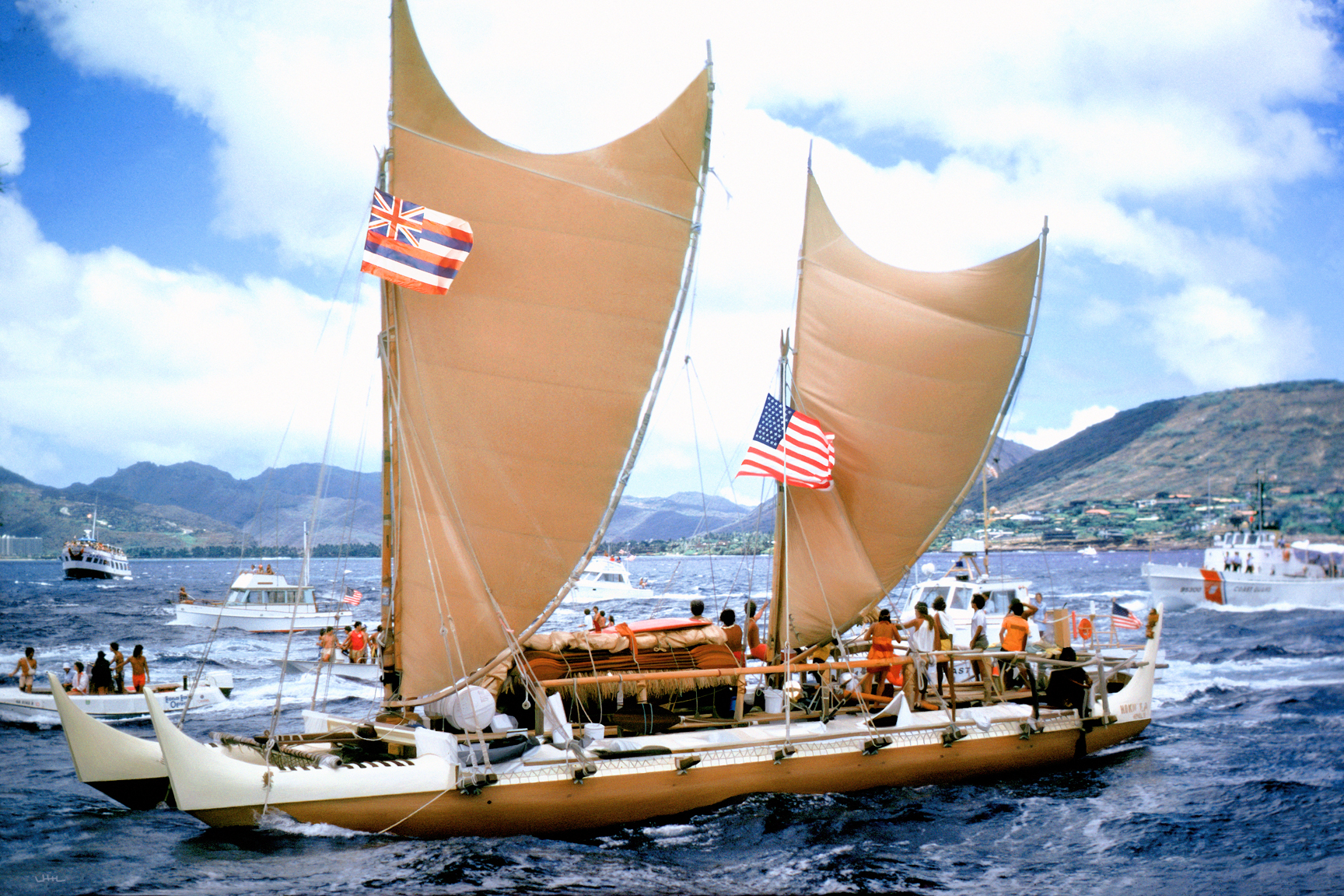
Ва'а каулуа «Hokule'a» з вигнутими нижніми рейками, 1976 р.
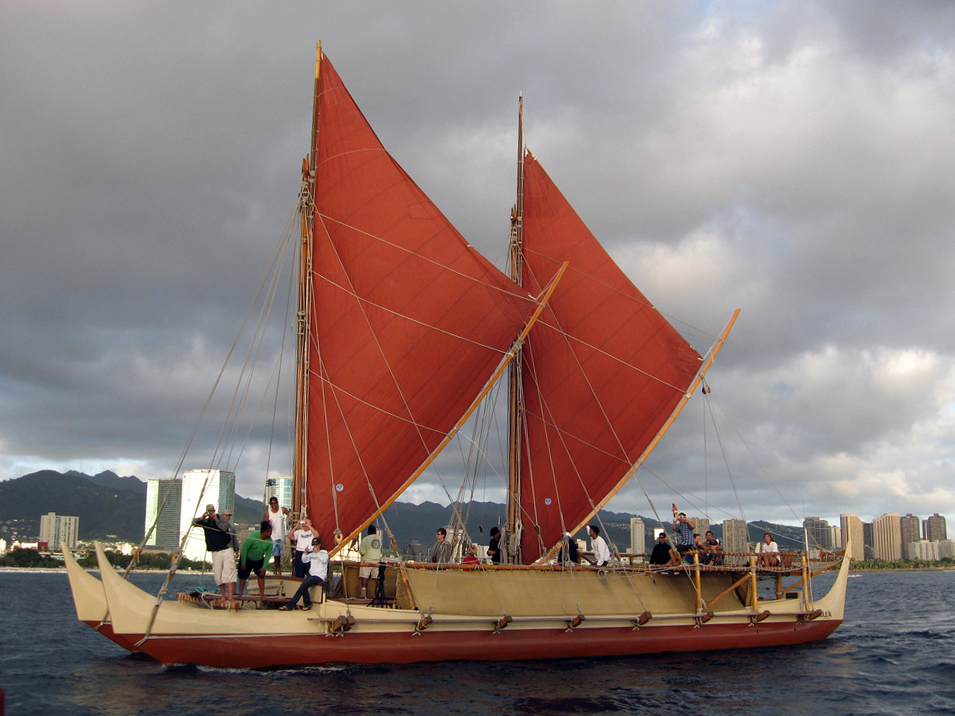
«Hokule'a» у 2009 році, з простішими вітрилами.
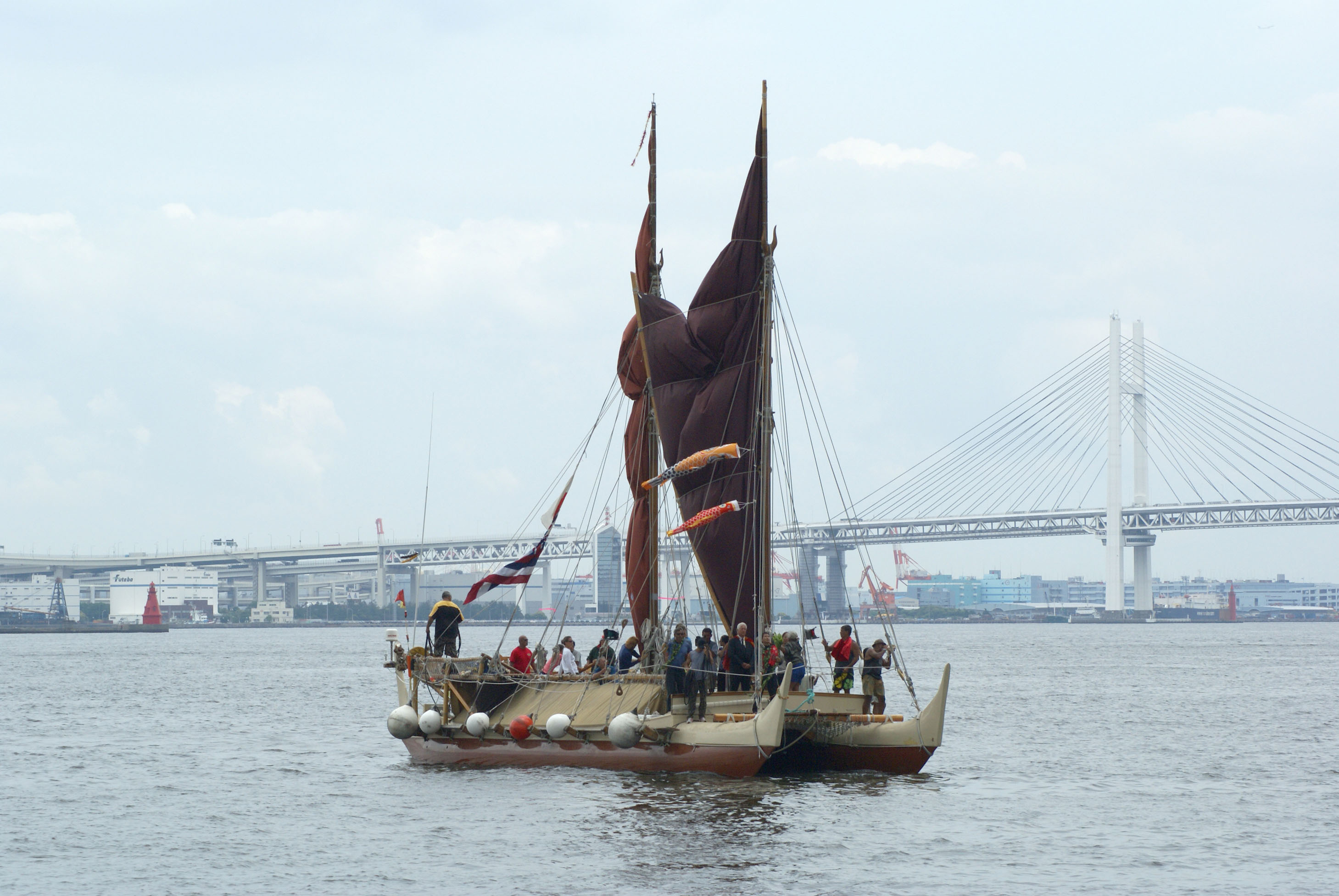
«Hokule'a» з «каула пе'а» (вітрильними мотузяними стяжками) біля вітрил[11].

Деякі вітрила, як теж називають «крабовою клішнею», не переносять при зміні галса з носа на корму, з описаними вище їх об'єднує трикутна форма з широкою частиною угорі. Верхній рейок («опе'а») у них підвішується майже паралельно щоглі (як у вітрила гуарі). Нижній рейок («паепае»), на відміну від гіка гуарі, встановлюється не горизонтально, а радше діагонально. До обох рейків кріплять снасті, за допомогою яких здійснюється керування вітрилом. Щогла встановлена нерухомо і вертикально.

## Робоча характеристика
Вітрило крабова клішня багато в чому залишається загадковим. У фордевінді воно показує підйомну силу, яка перевищує таку в будь-якого вітрила простого крою (за винятком деяких спеціалізованих вітрил на зразок спінакерів). Британський яхтсмен польського походження Чеслав Мархай, який дослідив сучасні і традиційні типи вітрильного озброєння по всьому світу, побудував аеродинамічну трубу для випробування масштабних моделей суден з крабовою клішнею. Одна з популярних, але спірних теорій припускає, що крабова клішня діє як трикутне крило, створюючи вихрову підйомну силу. Оскільки крабова клішня не лежить симетрично повітряному потоку, як літакове трикутне крило, але скоріше лежить нижнім рейком паралельно воді, повітряний потік не є симетричним. Проте, наявність води, близько до якої перебуває нижній рейок, вимушує повітряний потік вести себе майже так само, як потік над трикутним крилом, а своєрідне відбиття вітра від води забезпечувало друге крило (щоправда, наявність проміжка між вітрилом і водою робить невелику відмінність).
Фотографії випробувань Мархая опубліковані в Sail Performance: Techniques to Maximise Sail Power (1996). Вихор на верхньому рейку вітрила набагато більший, він покриває більшу частину його площі, у той час як нижній вихор дуже невеликий і перебуває біля рейка. На думку цього дослідника, велика підйомна сила створюється вихрами, у той час як інші дослідники пояснюють її традиційним поєднанням співвідношення сторін вітрила, його вигином і поворотом (або його відсутністю) вітрила в точці вигину.
Недавнє дослідження в аеродинамічній трубі (2014) показало аналогічні результати, переважно з крабовою клішнею на тепукеї островів Санта-Крус.

## Галерея

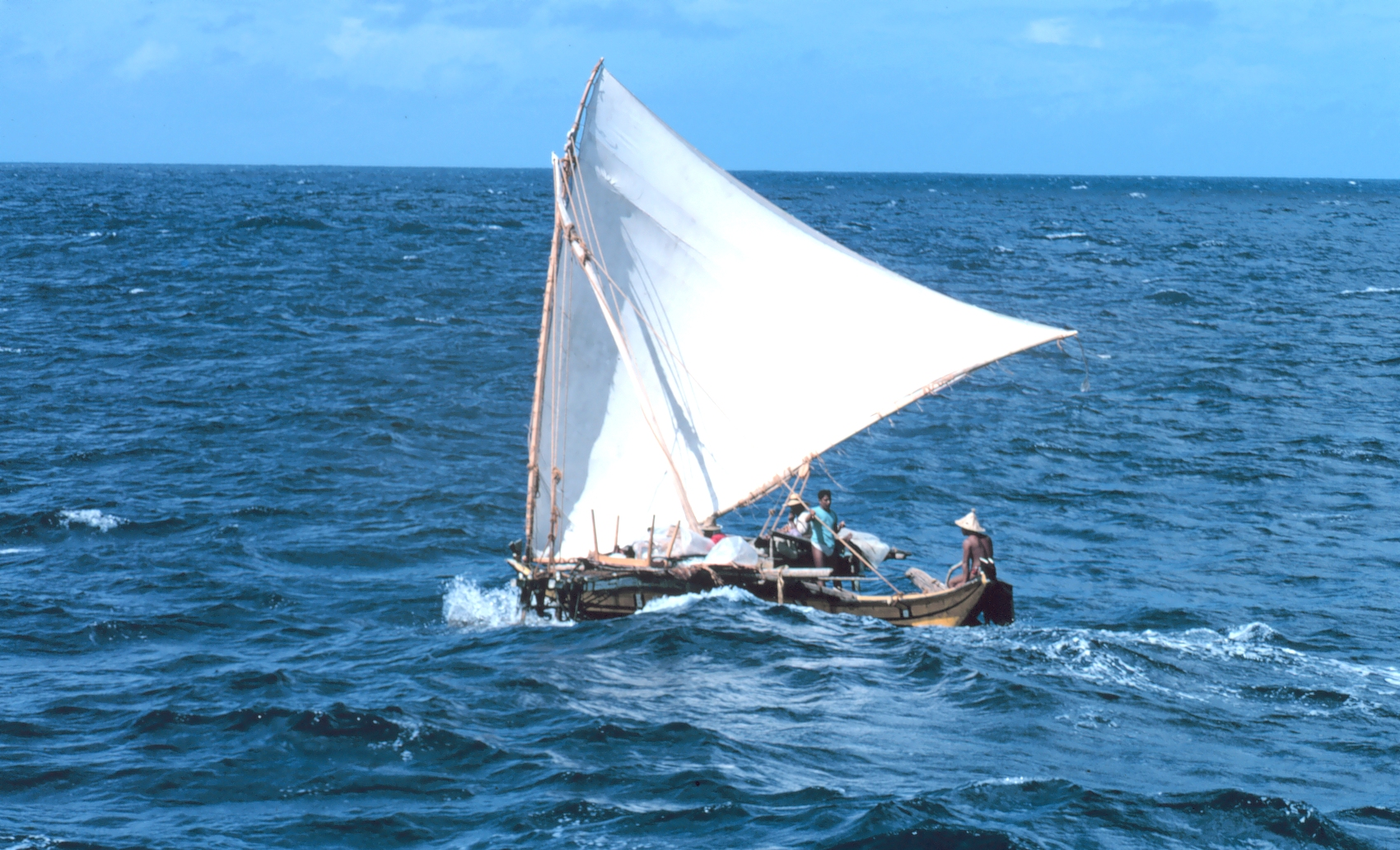
Мікронезійське проа з крабовою клішнею
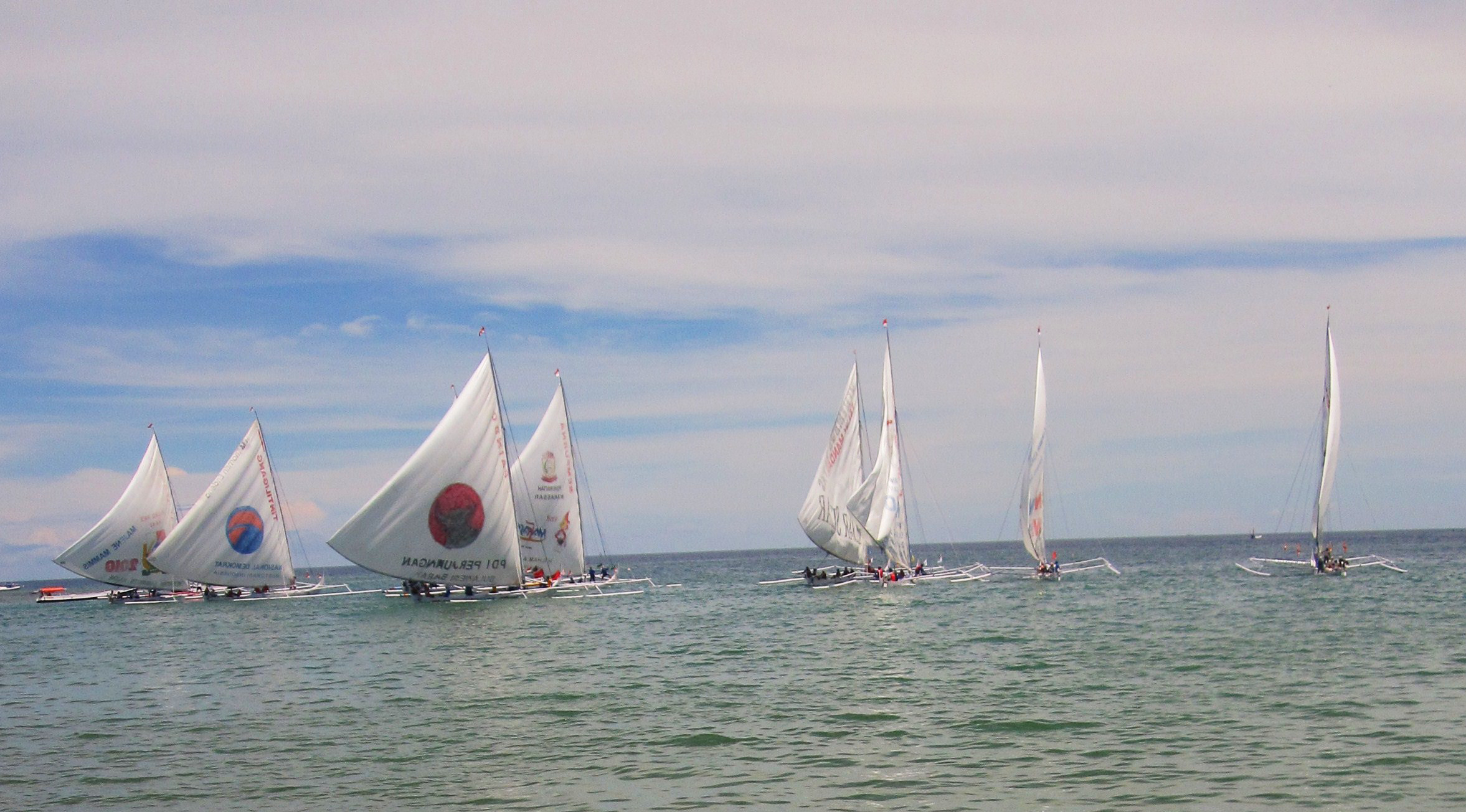
Сандеки в Маджене, Західне Сулавесі, Індонезія
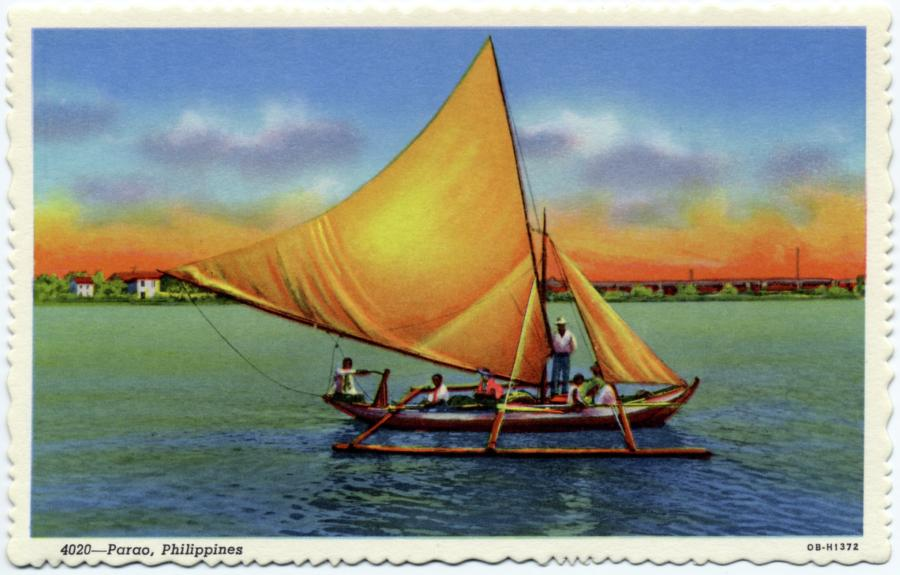
Листівка зі зображенням парао з Філіппін (біля 1940)
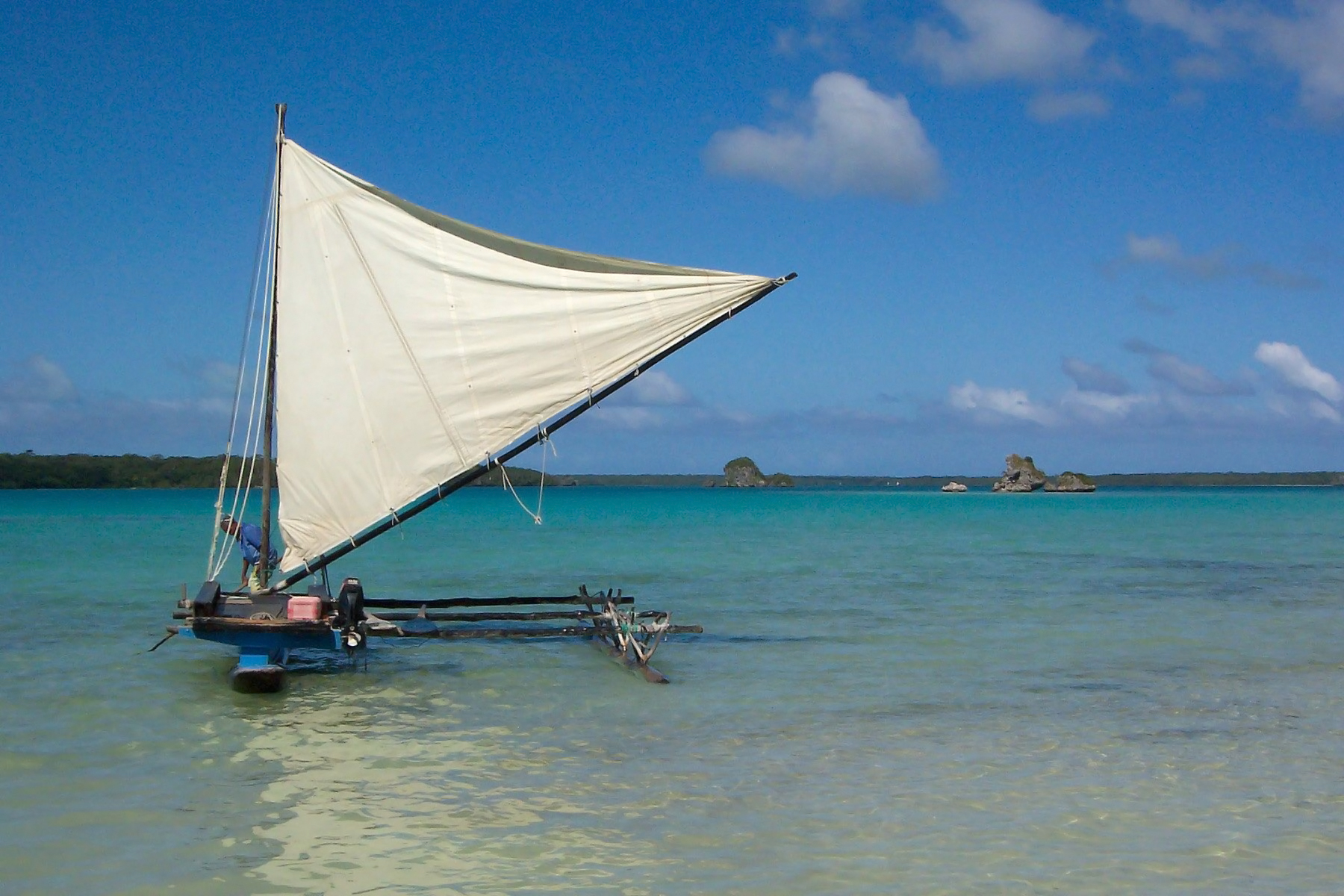
Проа в Новій Каледонії
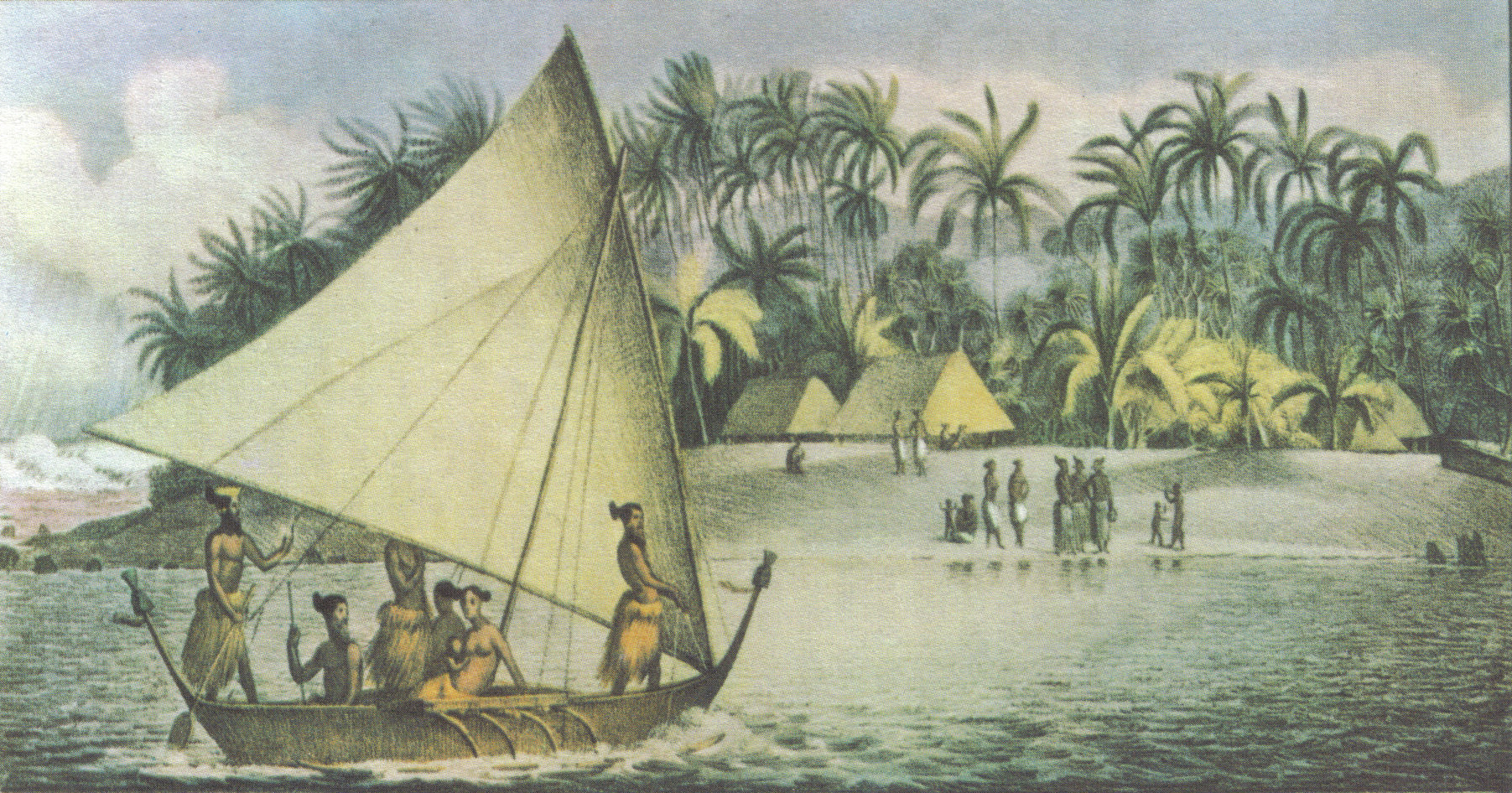
Ілюстрація крабової клішні на Тікехау (Л. А. Хоріс, 1816)
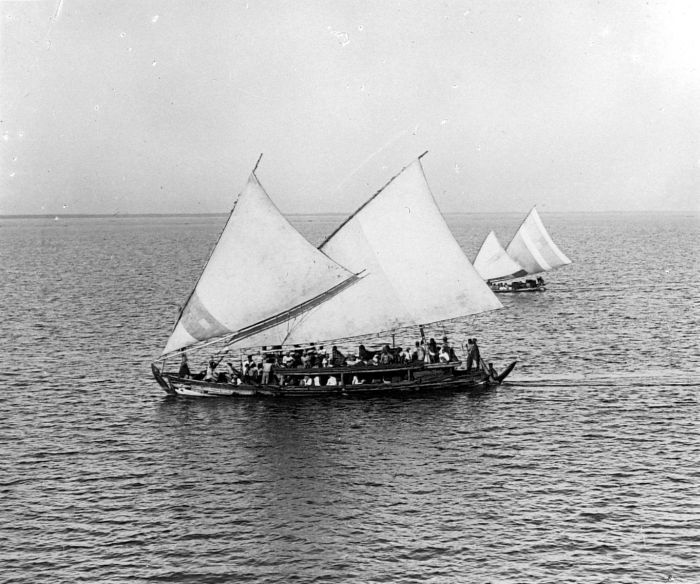
Мадурське проа з вітрилами крабова клішня
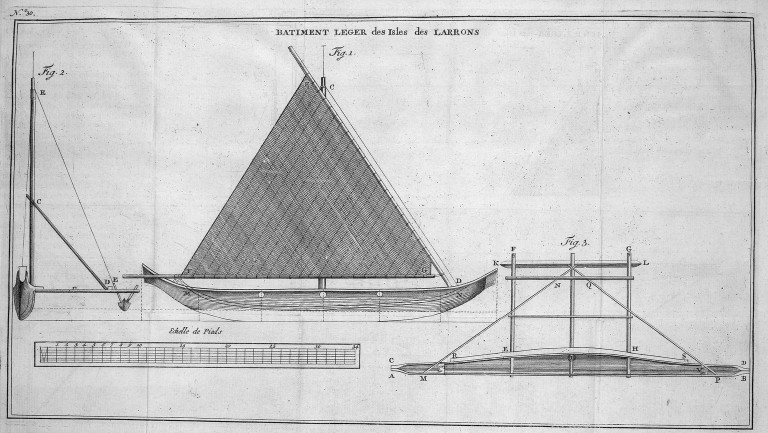
Ілюстрація 1750 року Джорджа Ансона